# Podmolí
Podmolí (německy Baumöhl) je vinařská obec ve Znojemské vinařské podoblasti, která se nachází v okrese Znojmo, asi 8 km západně od Znojma, nedaleko hranic s Rakouskem. V těsné blízkosti vesnice probíhá hranice Národního parku Podyjí, v němž se nachází vinice Šobes a zřícenina Nový Hrádek. Z těchto důvodů je Podmolí a jeho okolí oblíbeným cílem turistů a cykloturistů. Žije zde 160 obyvatel.

## Název
České doklady ze 16. století v podobě "Pogmoly" by ukazovaly na staré obyvatelské jméno Podmoli - "lidé bydlící na podemletém místě" (základem by bylo obecné podmola) přenesené na vesnici. Avšak nejstarší doklad z roku 1252 byl zapsán jako "Poymil" a ukazuje, že základem bylo nějaké osobní jméno končící na -mil (např. Batimil, Putimil, Pomil) a místní jméno označovalo majetek člověka s oním jménem. Podoba Podmoly pak zřejmě vznikla hláskovou úpravou německé podoby jména, která zase vznikla úpravou původního českého jména. Novověké německé Baumöhl se vyvinulo z českého Podmoly. K přesnějšímu stanovení původní české podoby jména vsi scházejí písemné doklady ze 13. a 14. století.

## Vinařství
Přestože se Podmolí nachází na samém západním okraji znojemské vinařské podoblasti a patří k ní pouze jediná a nepříliš velká (asi 12 ha) viniční trať Šobes, jedná se právě díky této vinici o jednu z nejvýznamnějších vinařských obcí v Česku. Vinice má specifické mikroklima a vína z ní patří mezi velmi ceněná. V minulosti měl prý podíl na šobeské vinici téměř každý podmolský dům.
V roce 1995 vinici prodala obec společnosti Znovín Znojmo, v roce 2007 nové vedení obce v čele se starostou Josefem Frélichem prodej zpochybnilo a podalo určovací žalobu s cílem dosáhnout jejího zrušení. Okresní soud ve Znojmě žalobu zamítl, obec se však odvolala. V dubnu 2009 Krajský soud v Brně odvolání zamítl a definitivně potvrdil rozhodnutí okresního soudu. Obec později neuspěla ani s dovoláním k Nejvyššímu soudu, ani s ústavní stížností.

## Historie
První písemná zmínka o obci pochází z roku 1433.

## Pamětihodnosti

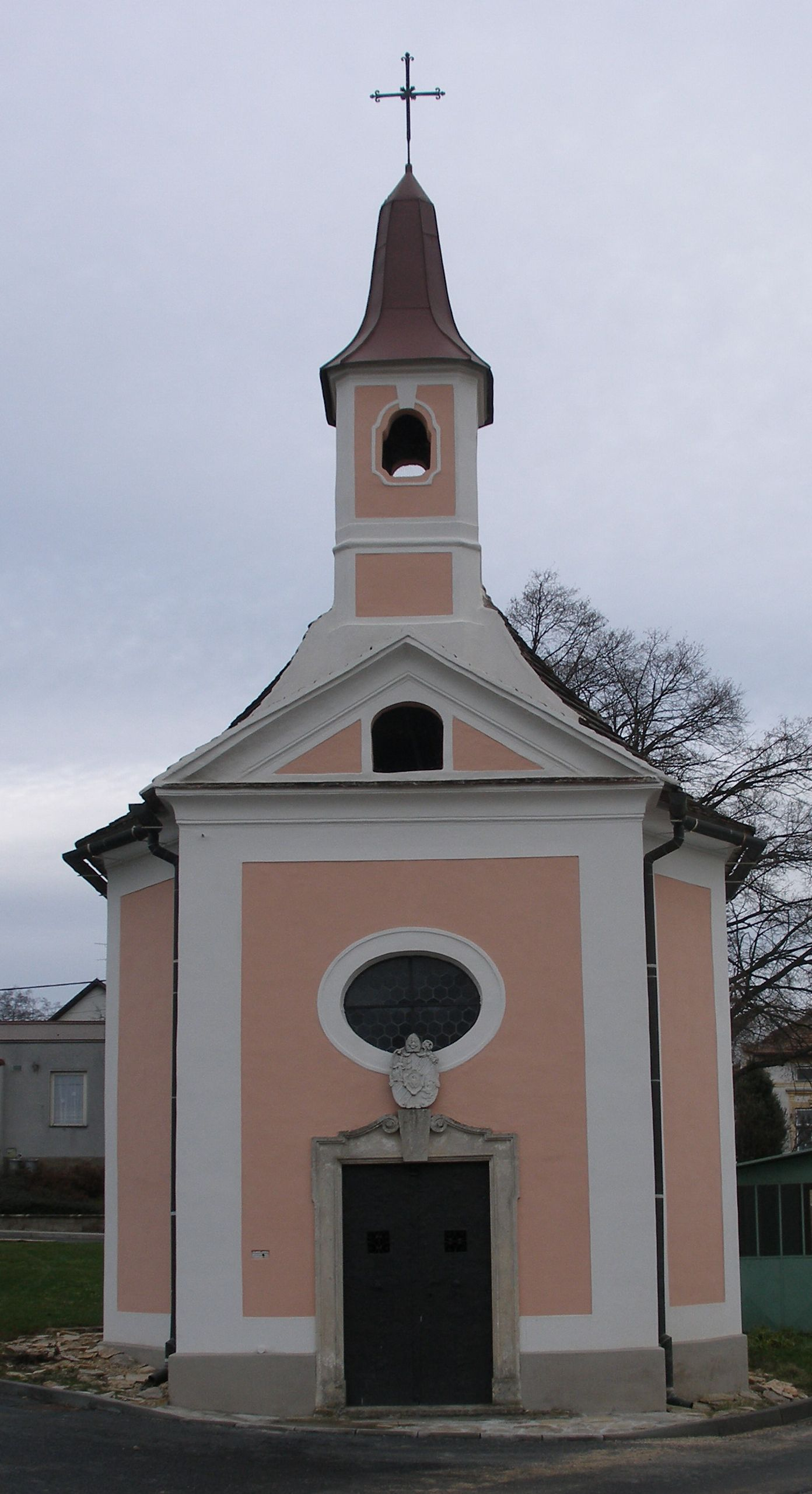
Kaple v Podmolí

- Kaple Panny Marie Bolestné
- vinice Šobes
- Zřícenina Nový Hrádek

## Samospráva
V letech 2006 až 2014 byl starostou Josef Frélich (nar. 7. 5. 1956, agent StB, registrován u SEO KS SNB Brno, reg. číslo 34532). Na ustavujícím zasedání zastupitelstva v listopadu 2014 byl do této funkce opětovně zvolen. Na svoji funkci rezignoval 31. května 2016.